# شركة التنمية الغذائية
شركة التنمية الغذائية وتُعرف بالاسم المُختصر التنمية، هي شركة مساهمة أغذية سعودية تأسست في 15 أكتوبر 1991م في مدينة الرياض، وفي 4 أغسطس 2021م أُدرجت في سوق الأسهم السعودي برمز تداول 2281 بعد طرح الشركة لـ 6 ملايين من أسهمها للاكتتاب منها 600 ألف سهم للأفراد بسعر 67 ريال للسهم.

## النشاط
وتتمثل أنشطتها في مجال الزراعة والصيد والمناجم والبترول وفروعها، والكهرباء والغاز والماء وفروعه والتشييد والبناء والصناعات التحويلية وفروعها حسب التراخيص الصناعية والنقل والتخزين والتبريد، والأمن والسلامة والتجارة وخدمات المال والعمال والخدمات الأخرى وخدمات اجتماعية وجماعية وشخصية وتقنية المعلومات. وتتألف الأنشطة الأساسية للمجموعة الحالية من إنتاج الدواجن الطازجة وبيعها و تجهيز وتصنيع لحوم الدجاج وغيرها من منتجات اللحوم وبيعها وتصنيع علف الحيوانات وبيعه وبيع صيصان الدجاج اللاحم وبيض التفقيس والمنتجات الصحية الحيوانية، وتنفيذ مشروعات متكاملة تتعلق بإنتاج الدواجن والبيوت الزجاجية، إلى جانب بيع معدات إنتاج الدواجن والبيوت الزجاجية.ٍ
تتولى الشركة إدارة 84 مزرعة (83 منها مستأجرة)، و6 مفارخ، ومصنع أعلاف داخل المملكة، ومسلخين و3 مصانع لمعالجة الأغذية، و13 مرفقا للتخزين الجاف والبارد داخل المملكة والبحرين والإمارات.
تبيع المجموعة منتجاتها في 7 دول من خلال شبكة من الموزعين وتجار الجملة وتجار التجزئة.

## الشركات التابعة
حصة الشركة المباشرة وغير المباشرة في الشركات التابعة:
| اسم الشركات التابعة                | دولة التأسيس             | حصة مباشرة (%) | حصة غير مباشرة (%)                           | باقي حصة الملكية |
| ---------------------------------- | ------------------------ | -------------- | -------------------------------------------- | ---------------- |
| شركة التنمية الزراعية              | المملكة العربية السعودية | 100 %          | لا يوجد                                      | لا يوجد          |
| شركة تالا الصحراء للخدمات البيطرية | المملكة العربية السعودية | 100 %          | لا يوجد                                      | لا يوجد          |
| شركة تصنيع الأغذية الممتازة        | المملكة العربية السعودية | 100 %          | لا يوجد                                      | لا يوجد          |
| شركة مصنع الأغذية الممتازة         | الإمارات العربية المتحدة | 4 %            | (%96.00) من خلال شركة تصنيع الأغذية الممتازة | لا يوجد          |
| شركة التنمية العالمية              | الإمارات العربية المتحدة | 4 %            | (%96.00) من خلال شركة تصنيع الأغذية الممتازة | لا يوجد          |
| شركة الأغذية الممتازة (البحرين)    | مملكة البحرين            | -              | (100 %) من خلال شركة التنمية الزراعية        | لا يوجد          |